# Irma Raush
Irma Yákovlevna Raush (Ирма Яковлевна Рауш, en ruso) (Sarátov, 21 de abril de 1938) es una actriz y directora cinematográfica rusa nacida en una familia de los alemanes del Volga. Entre 1957 y 1970 estuvo casada con el célebre cineasta Andréi Tarkovski. Es conocida sobre todo por sus papeles como Dúrochka (la tontita) en Andréi Rubliov y como la madre de Iván en La infancia de Iván.

## Biografía
En 1954, comenzó sus estudios en el Instituto Estatal de Cinematografía (VGIK) con Mijaíl Romm. Estaba en la misma clase que Andréi Tarkovski, con el que se casó en abril de 1957. El 30 de septiembre de 1962 nació su hijo Arseni Tarkovski. El matrimonio se divorció en junio de 1970. 
Irma Raush interpretó varios papeles en las primeras películas de Tarkovski. Fue la madre de Iván en La infancia de Iván (1962), y Dúrochka en Andréi Rubliov (1966). Por esta última interpretación fue galardonada en Francia con la Estrella de Cristal a la mejor actriz extranjera. En 1970, debutó como directora para los Estudios de Cine Gorki. Tras abandonar su carrera cinematográfica se dedicó a escribir libros para niños.

## Filmografía
Como actriz
- 1962 La infancia de Iván (Madre de Iván)
- 1966 Andréi Rubliov (Dúrochka, la tontita)
- 1967 Dóktor Vera

Como directora
- 1969 Женя
- 1974 Пусть он останется с нами
- 1975 Крестьянский сын
- 1981 Сказка, рассказанная ночью
- 1982 Приключения Незнайки
- 1986 Степная эскадрилья